# Moja macocha jest kosmitką
Moja macocha jest kosmitką (tytuł oryg. My Stepmother Is an Alien) – amerykański film komediowy, którego bohaterami są pechowy naukowiec i piękna przybyszka z Kosmosu.

## Treść
Naukowiec Steven Mills przeprowadza niezbyt kontrolowany eksperyment, w wyniku którego zagrożona jest odległa, wysoce rozwinięta cywilizacja. Aby usunąć zagrożenie, na Ziemię wysłana zostaje tajna agentka, piękna blondynka Celeste. Konieczne jest szybkie powtórzenie eksperymentu. Szybko okazuje się, że najlepszą metodą na skłonienie Stevena do współpracy jest jego uwiedzenie. Jednak wiedza kosmitów o ludzkich obyczajach jest ograniczona, co prowadzi do wielu zabawnych sytuacji. Celeste zjawia się w koszmarnym kapeluszu na przyjęciu, gdzie zjada niedopałki papierosów, zapala marchewkę jak cygaro i szuka szpinaku jako środka do ogrzania rąk. Goście traktują ją jako osobę wynajętą do rozbawienia towarzystwa. Uwiedzenie Stevena nie jest trudne, choć Celeste musiała się nauczyć co to jest pocałunek i seks (na jej planecie dawno zaprzestano tego). Ostatecznie zauroczony naukowiec poślubia Celeste, ale powtórzenie niezbyt kontrolowanego eksperymentu nie jest proste. Jednocześnie córka Millsa zaczyna podejrzewać, że jej macocha jest kosmitką, szczególnie po zobaczeniu jak Celeste wypija kwas z akumulatora i wyjmuje rękoma jajka ze wrzącej wody. Jessie demaskuje Celeste, ale ojciec jej nie wierzy, a Celeste zaprzecza wszystkiemu. Jednak gdy Jessie uciekając rowerem, trafia na jadący z naprzeciwka samochód, Celeste ratuje ją, jednocześnie się demaskując. Przekonuje tym Jessie do siebie. Wreszcie udaje się powtórzyć eksperyment.  

## Główne role
- Dan Aykroyd – Steven Mills (naukowiec, wdowiec, ojciec Jessie)
- Kim Basinger – Celeste Martin (piękna kosmitka wysłana w celu ratowania swojej cywilizacji)
- Alyson Hannigan – Jessie Mills (córka Stevena, 13 lat, chciałaby aby ojciec znalazł sobie nową żonę)
- Joseph Maher – Lucas Budlong
- Seth Green – Fred Glass (chłopiec, ma randkę z Jessie)
- Ann Prentiss – Głos z torby Celeste  (w torebce Celeste jest jej robot-doradca, czarny charakter filmu, torebka służy także do innych celów)
- Tony Jay – Przewodniczący rady kosmitów
- Adrian Sparks – Dr. Morosini
- Jon Lovitz – Ron Mills (brat Stevena, podrywacz marzący o dziewczynie podobnej do Stefani Grimaldii, księżniczki Monako)